# Sticky & Sweet Tour (álbum)
Sticky & Sweet Tour es el tercer álbum en vivo de la cantante estadounidense Madonna, publicado el 26 de marzo de 2010 por la compañía Warner Bros. Records. Fue filmado en el Estadio River Plate, en la ciudad de Buenos Aires (Argentina), durante la etapa 2008 del Sticky & Sweet Tour (2008-09). Contiene las actuaciones de la gira y trece canciones en formato CD, acompañado de la portada del álbum tomada por Guy Oseary, representante de la cantante. Antes del lanzamiento oficial, VH1 transmitió el espectáculo y la empresa de producción de Madonna, Semtex Films lo produjo.
Madonna comentó que no había sido capaz de concentrarse en el desarrollo del DVD ya que estaba involucrada con el desarrollo de su película como directora, titulada W.E. Tras su publicación, Sticky & Sweet Tour recibió comentarios variados de los críticos y periodistas: unos lo criticaron por ser inerte, mientras que otros lo alabaron por las actuaciones. «Into the Groove» fue considerado un punto culminante de la gira. Alcanzó los diez primeros puestos en la lista Billboard 200 de Estados Unidos —el decimonoveno top diez de Madonna— y lideró las listas en Grecia, Hungría, México y Portugal. También estuvo entre las diez primeras posiciones en Australia, Bélgica, Canadá, Francia, Japón, Suecia y Suiza.

## Antecedentes

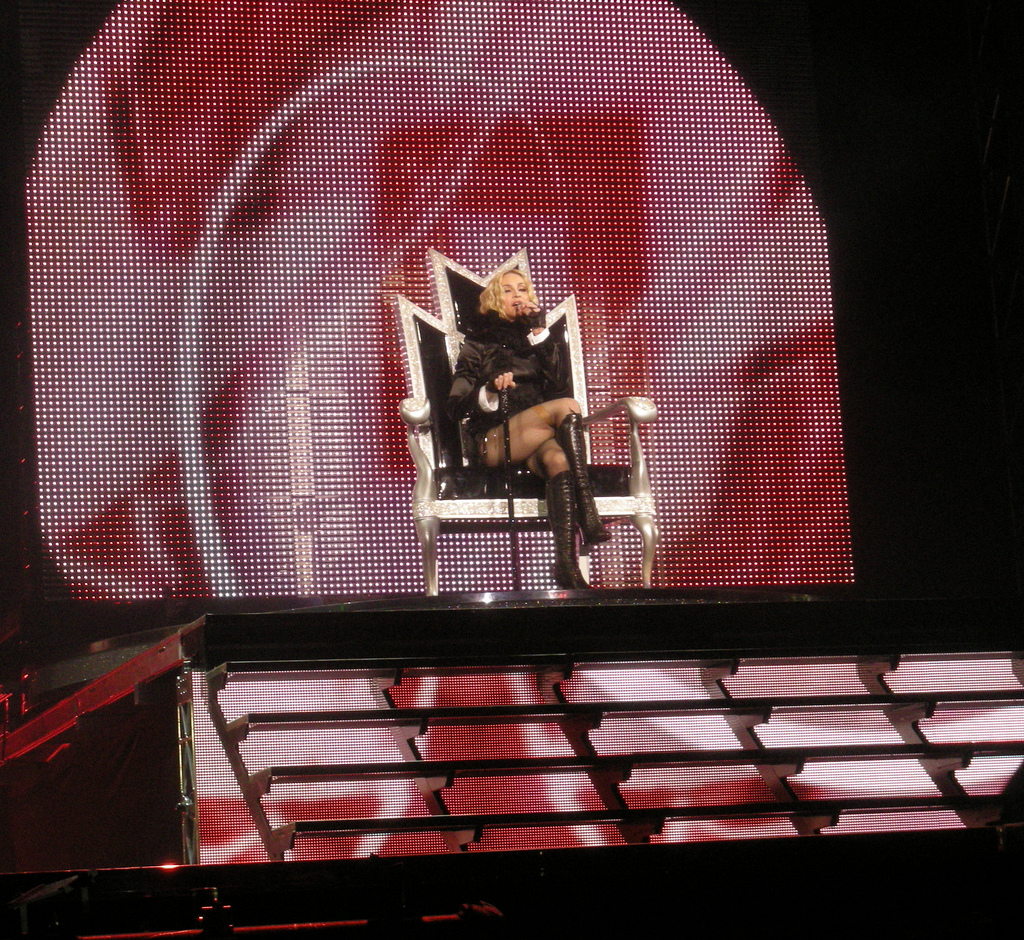
El DVD comienza con el vídeo introductorio «The Sweet Machine» y le sigue la interpretación de «Candy Shop» (imagen)

El sitio web oficial de Madonna anunció originalmente el álbum como Sticky & Sweet el 12 de enero de 2010, con ilustraciones que representaban este título. Posteriormente se cambió a Sticky & Sweet Tour y el diseño de la presentación fue ligeramente alterado con el texto adicional, aunque la pantalla de menú de DVD y Blu-ray conserva el título original anunciado. El álbum incluye treinta minutos de material exclusivo, filmado en el detrás de escenas del transcurso de la gira. Contiene «Don't Cry For Me Argentina» —de la banda sonora Evita—, que se llevó a cabo solo en los conciertos de Buenos Aires. Guy Oseary, su representante, creó la portada del DVD y está incluido en su libro Madonna: Sticky & Sweet. Las imágenes de la sección son del vídeo interludio de «Die Another Day» —de la banda sonora de la película homónima— y ha sido ligeramente alterada para quitar a los bailarines sobre el escenario en un cuadrilátero de boxeo. VH1 transmitió el DVD el 2 de abril de 2010, pocos días después del lanzamiento oficial. La discográfica lo publicó en los Estados Unidos el 6 de abril de 2010. Durante una entrevista en abril del 2010 con la revista Interview, la cantante señaló que no había sido capaz de concentrarse en el desarrollo del DVD, ya que estaba involucrada con el de su película como directora, titulada W.E.:

«En realidad no he estado centrada tanto como debería en la parte musical de mi carrera, porque esta película consumió cada centímetro de mí. Entre eso y mis cuatro hijos, no tengo el tiempo ni la energía para nada más. Por ejemplo, comprendo que mucha gente trabajó duro y parejo armando cosas como el DVD del Sticky & Sweet Tour que acaba de lanzarse, y he visto el producto terminado, pero no me he metido ninguna idea de cómo la gente va a pensar sobre él o cómo va a ser vendido».

## Respuesta crítica
Mikael Wood de Entertainment Weekly le dio una calificación de «B+» y dijo: «Aunque ver la actuación en directo del CD-DVD no es lo mismo que estar en el concierto, Sticky & Sweet, grabado en Buenos Aires en 2008, logra capturar la vena rejuvenecedora del espectáculo, como, por ejemplo, en "Hung Up", de estilo electro-garage. También muestra los accesorios para la actuación, en un documental sobre los preparativos que tiene lugar detrás del escenario, filmado realmente entre bastidores». The Independent le dio dos de cinco estrellas. El crítico Andy Gill comentó: «A pesar de todas la entrepiernas visibles por todo el escenario, el espectáculo es lo más repelente que puede llegar a ser el pop, totalmente inerte a pesar de la actividad frenética». Mayer Nissim de Digital Spy consideró que «a pesar de su encanto absurdo, este CD no provoca el redescubrimiento de Hard Candy al que parece aspirar. Dicho esto, es un bombazo de entretenimiento de principio a fin. Y con la inclusión del disco DVD de su extraordinariamente extravagante gira, bien vale el precio de la entrada para cualquiera que tenga un mínimo de interés en la Reina Madre del Pop». Mark Beech de Bloomberg Television dijo que «es intrigante cómo la nota [se mantiene] perfecta aun cuando Madonna corre y hace splits». Rolling Stone le dio al álbum tres y media estrellas de cinco y escribió: «Contiene remezclas energéticas, como la fresca fusión de "Vogue" con el funk estridente de "4 Minutes"».
Justin Kantor de Seattle Post-Intelligencer le dio una crítica positiva y comentó sobre las actuaciones: «En el transcurso de dos horas completas, sin interrupciones, desfilan una abundancia de escenarios y efectos grandiosos; una nutrida formación de bailarines; un sonido y secuenciación muy cuidados; y vídeos pulcramente producidos cuajados de celebridades.[...] Sin duda es la actuación de Madonna y compañía — el conjunto entero de canciones, baile, estilo y actitud — que convierten al Sticky & Sweet Tour en un espectáculo estimulante y muy memorable». Sin embargo, consideró que las interpretaciones de «Borderline» (1984) y «Human Nature» (1995) fueron «decepcionantes». Ben Kaplan de Canada.com dijo: «Sticky & Sweet Tour es el documento de una mujer en sus cincuenta [años de edad] que comenzó a encumbrar después de que la mayoría de la gente pensara que se la pasaba de un lado a otro. Madonna no habla con un acento británico en su nuevo disco. Pero incluso si lo hubiese hecho, no habría importado: la mayor parte de la etapa de bromas es ahogada por el rugido de la multitud». Enumeró el desempeño de «Into the Groove» (1985) como un punto culminante de la gira. Tony Clayton-Lea de The Irish Times explicó que «Madonna tiene la experiencia para saber qué funciona y qué no. Esto es lo que hace al Sticky & Sweet una propuesta tan interesante: una película filmada de manera magnífica del show de "cuatro actos" que combina músculos con música, profundidad con habilidad». Stephen Thomas Erlewine de Allmusic comentó: «Dado que gran parte de la gira dependía de un espectáculo pretencioso, Sticky & Sweet Tour puede experimentarse mejor como un vídeo en vez de como un CD - pero incluso como un vídeo, no clasifica entre los mejores álbumes en directo de Madonna, ya que hay demasiada precisión y no hay suficiente inspiración en todo el espectáculo».

## Recepción comercial

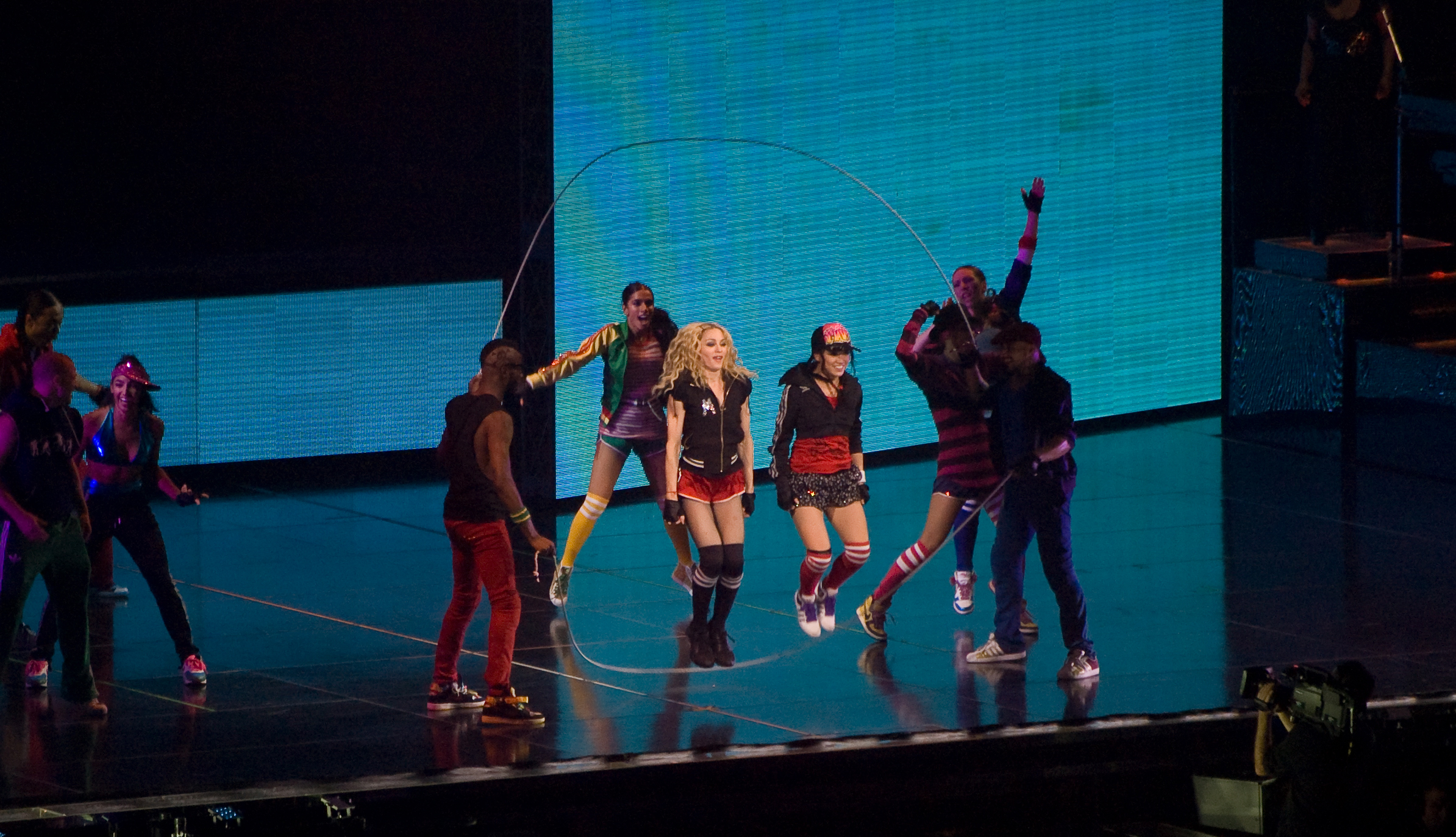
El crítico Ben Kaplan de Canada.com consideró la interpretación de «Into the Groove» como un punto culminante de la gira.

En los Estados Unidos, Sticky & Sweet Tour debutó en la lista Billboard 200 en el número diez, con ventas de 28 000 copias en su primera semana, según Nielsen SoundScan. Se convirtió en el decimonoveno disco top diez de Madonna en el Billboard 200, y empató con Bob Dylan en el sexto lugar de los álbumes con más top diez en la historia de los cincuenta y cuatro años de la lista, detrás de The Rolling Stones (con 36), Frank Sinatra (33), The Beatles y Barbra Streisand (30) y Elvis Presley (27). La edición Blu-ray entró en la lista Top Music Videos de Billboard, y alcanzó ventas de 5000 copias. Se convirtió en el noveno disco número uno de Madonna y amplió su liderazgo como la solista con más álbumes número uno en los veinticinco años de historia de la lista. Entre todos los números, solo Bill y Gloria Gaither poseen más, con quince números uno. A la semana siguiente, Sticky & Sweet Tour bajó a la posición cincuenta y siete en el Billboard 200, y vendió 8000 copias. Ha vendido 65 000 ejemplares, con ventas de la versión Blu-ray superiores a las 17 000 copias. En Canadá, debutó en el tercer puesto del Canadian Albums Chart, con ventas de 6000 copias.
En Japón, debutó y alcanzó el puesto número diez en la lista Oricon y permaneció ocho semanas. Sticky & Sweet Tour fue su vigésima entrada a los diez mejores de la lista, e hizo a Madonna la artista internacional con más álbumes top diez en Japón. Además, superó el récord anteriormente en manos de The Beatles. También se convirtió en la artista femenina más antigua en entrar a los diez mejores en la historia de Oricon. En Australia, ocupó el número tres del ARIA DVD Chart, mientras que entró en el New Zealand Albums Chart en el número veinte. La Australian Recording Industry Association (ARIA) lo certificó con disco de oro por la venta de 10 000 copias. En el Reino Unido, Sticky & Sweet Tour debutó fuera del top ten de la lista UK Albums Chart, en el número diecisiete, con ventas de 17 000 copias según The Official UK Charts Company. El álbum también obtuvo un éxito comercial en el resto de los mercados musicales; encabezó las listas de popularidad de México, Grecia, Croacia, República Checa, Noruega, Hungría y Portugal, mientras que alcanzó los diez primeros puestos en Alemania, Austria, Bélgica (Flandes y Valonia), Finlandia, Francia, Irlanda, Italia, Polonia, Suecia y Suiza. Por último, ocupó el número dos en el European Top 100 Albums.

## Lista de canciones
| Lista de canciones DVD / Blu-ray |                                                 | |                                                                     |          |  |
| N.º                              | Título                                          | Escritor(es) | Sample(s)                                                           | Duración |  |
| 1.                               | «Intro: The Sweet Machine»                      | Pharrell Williams, Madonna / Timothy Mosley, Justin Timberlake, Nathaniel Hills                                  | «Manipulated Living», «Give it 2 Me», «4 Minutes»                   | 3:30     |  |
| 2.                               | «Candy Shop» (Medley)                           | Williams, Madonna                                                                                                | «Beat Goes On», «4 Minutes»                                         | 3:42     |  |
| 3.                               | «Beat Goes On» (Medley, con Kanye West)         | Williams, Madonna, Kanye West                                                                                    | «And the Beat Goes On»                                              | 4:28     |  |
| 4.                               | «Human Nature»                                  | Madonna, Dave Hall, Shawn McKenzie, Kevin McKenzie, Milo Deering                                                 | «Gimme More», «What You Need»                                       | 3:53     |  |
| 5.                               | «Vogue» (2008)                                  | Madonna, Shep Pettibone / Timberlake, Moseley, Hills                                                             | «Give it to Me», «4 Minutes»                                        | 4:31     |  |
| 6.                               | «Die Another Day» (2008)                        | Madonna, Mirwais Ahmadzaï                                                                                        | «Planet Rock», «Looking for the Perfect Beat»                       | 3:00     |  |
| 7.                               | «Into the Groove» (2008)                        | Madonna, Stephen Bray                                                                                            | «Toop Toop», «It's Like That», «Double Dutch Bus», «Apache», «Jump» | 5:41     |  |
| 8.                               | «Heartbeat»                                     | Williams, Madonna                                                                                                |                                                                     | 4:52     |  |
| 9.                               | «Borderline»                                    | Reggie Lucas |                                                                     | 3:45     |  |
| 10.                              | «She's Not Me»                                  | Williams, Madonna                                                                                                |                                                                     | 4:39     |  |
| 11.                              | «Music» (2008)                                  | Madonna, Ahmadzaï                                                                                                | «Put Your Hands Up for Detroit», «Last Night a DJ Saved My Life»    | 5:07     |  |
| 12.                              | «Rain/Here Comes the Rain Again»                | Madonna, Pettibone / Annie Lennox, David A. Stewart                                                              | «Here Comes the Rain Again»                                         | 3:54     |  |
| 13.                              | «Devil Wouldn't Recognize You»                  | Madonna, Timberlake, Moseley, Hills, Joe Henry                                                                   |                                                                     | 5:29     |  |
| 14.                              | «Spanish Lesson»                                | Williams, Madonna                                                                                                |                                                                     | 3:56     |  |
| 15.                              | «Miles Away»                                    | Madonna, Timberlake, Moseley, Hills                                                                              |                                                                     | 4:48     |  |
| 16.                              | «La isla bonita» (Medley)                       | Madonna, Patrick Leonard, Bruce Gaitsch / Eugene Hutz, Thomas Gobena, Oren Kaplan, Yuri Lemshev, Sergey Ryabtzev | «Pala Tute»                                                         | 5:35     |  |
| 17.                              | «Me Darava/Doli Doli»                           | Alexander Kolpakov                                                                                               |                                                                     | 3:04     |  |
| 18.                              | «You Must Love Me»                              | Tim Rice, Andrew Lloyd Webber                                                                                    |                                                                     | 3:31     |  |
| 19.                              | «Don't Cry for Me Argentina»                    | Rice, Lloyd Webber                                                                                               |                                                                     | 2:51     |  |
| 20.                              | «Get Stupid» (Medley)                           | Williams, Madonna, West / Timberlake, Moseley, Hills, Hannon Lane                                                | «Give It 2 Me», «4 Minutes», «Voices», «Beat Goes On»               | 3:02     |  |
| 21.                              | «4 Minutes» (con Justin Timberlake y Timbaland) | Madonna, Timberlake, Moseley, Hills                                                                              |                                                                     | 4:42     |  |
| 22.                              | «Like a Prayer» (2008)                          | Madonna, Leonard                                                                                                 | «Feels Like Home»                                                   | 5:32     |  |
| 23.                              | «Ray of Light»                                  | Madonna, William Orbit, Clive Muldoon, Dave Curtiss, Christine Leach                                             |                                                                     | 8:51     |  |
| 24.                              | «Like a Virgin»                                 | Tom Kelly, Billy Steinberg                                                                                       |                                                                     | 2:53     |  |
| 25.                              | «Hung Up» (Medley)                              | Madonna, Stuart Price / Benny Andersson, Björn Ulvaeus                                                           | «A New Level»                                                       | 6:06     |  |
| 26.                              | «Give it 2 Me»                                  | Williams, Madonna                                                                                                |                                                                     | 7:52     |  |
| 27.                              | «Créditos»                                      | |                                                                     | 5:42     |  |

- Nota: «Don't Cry for Me Argentina» y «Like a Virgin» solo se interpretaron en Argentina.

| Lista de canciones CD |                                         |                                                                   |                                                                  |          |  |
| N.º                   | Título                                  | Escritor(es)                                                      | Sample(s)                                                        | Duración |  |
| 1.                    | «Candy Shop» (Medley)                   | Williams, Madonna                                                 | «Beat Goes On», «4 Minutes»                                      | 3:45     |  |
| 2.                    | «Beat Goes On» (Medley, con Kanye West) | Williams, Madonna, West                                           | «And the Beat Goes On»                                           | 4:24     |  |
| 3.                    | «Human Nature»                          | Madonna, Hall, S. McKenzie, K. McKenzie, Deering                  | «Gimme More», «What You Need»                                    | 3:52     |  |
| 4.                    | «Vogue» (2008)                          | Madonna, Pettibone / Timberlake, Mosley, Hills                    | «Give it to Me», «4 Minutes»                                     | 4:31     |  |
| 5.                    | «She's Not Me»                          | Williams, Madonna                                                 |                                                                  | 4:38     |  |
| 6.                    | «Music» (2008)                          | Madonna, Ahmadzaï                                                 | «Put Your Hands Up for Detroit», «Last Night a DJ Saved My Life» | 5:10     |  |
| 7.                    | «Devil Wouldn't Recognize You»          | Madonna, Timberlake, Mosley, Hills, Henry                         |                                                                  | 5:42     |  |
| 8.                    | «Spanish Lesson»                        | Williams, Madonna                                                 |                                                                  | 3:52     |  |
| 9.                    | «La isla bonita» (2008)                 | Madonna, Leonard, Gaitsch/Hutz, Gobena, Kaplan, Lemshev, Ryabtzev | «Pala Tute»                                                      | 5:34     |  |
| 10.                   | «You Must Love Me»                      | Rice, Lloyd Webber                                                |                                                                  | 3:45     |  |
| 11.                   | «Get Stupid» (Medley)                   | Williams, Madonna, West/Timberlake, Mosley, Hills, Lane           | «Give It 2 Me», «4 Minutes», «Voices», «Beat Goes On»            | 3:04     |  |
| 12.                   | «Like a Prayer» (2008)                  | Madonna, Leonard                                                  | «Feels Like Home»                                                | 5:31     |  |
| 13.                   | «Give It 2 Me»                          | Williams, Madonna                                                 |                                                                  | 8:19     |  |

| Versión digital iTunes |                                |                                                                   |                                                                  |          |  |
| N.º                    | Título                         | Escritor(es)                                                      | Samples                                                          | Duración |  |
| 1.                     | «Candy Shop» (Medley)          | Williams, Madonna                                                 | «Beat Goes On», «4 Minutes»                                      | 3:45     |  |
| 2.                     | «Beat Goes On» (Medley)        | Williams, Madonna, West                                           | «And the Beat Goes On»                                           | 4:24     |  |
| 3.                     | «Human Nature»                 | Madonna, Hall, S. McKenzie, K. McKenzie, Deering                  | «Gimme More», «What You Need»                                    | 3:52     |  |
| 4.                     | «Vogue» (2008)                 | Madonna, Pettibone / Timberlake, Moseley, Hills                   | «Give It to Me», «4 Minutes»                                     | 4:47     |  |
| 5.                     | «Heartbeat» (Bonus track)      | Williams, Madonna                                                 |                                                                  | 4:03     |  |
| 6.                     | «Borderline» (Bonus track)     | Lucas                                                             |                                                                  | 3:46     |  |
| 7.                     | «She's Not Me»                 | Williams, Madonna                                                 |                                                                  | 4:37     |  |
| 8.                     | «Music» (2008)                 | Madonna, Ahmadzaï                                                 | «Put Your Hands Up for Detroit», «Last Night a DJ Saved My Life» | 5:10     |  |
| 9.                     | «Devil Wouldn't Recognize You» | Madonna, Timberlake, Mosley, Hills, Henry                         |                                                                  | 5:42     |  |
| 10.                    | «Spanish Lesson»               | Williams, Madonna                                                 |                                                                  | 3:52     |  |
| 11.                    | «La isla bonita» (Medley)      | Madonna, Leonard, Gaitsch/Hutz, Gobena, Kaplan, Lemshev, Ryabtzev | «Pala Tute»                                                      | 5:34     |  |
| 12.                    | «You Must Love Me»             | Rice, Lloyd Webber                                                |                                                                  | 3:44     |  |
| 13.                    | «Get Stupid» (Medley)          | Williams, Madonna, West/Timberlake, Mosley, Hills, Lane           | «Give It 2 Me», «4 Minutes», «Voices», «Beat Goes On»            | 3:04     |  |
| 14.                    | «4 Minutes» (Bonus track)      | Madonna, Timberlake, Mosley, Hills                                |                                                                  | 4:40     |  |
| 15.                    | «Like a Prayer» (2008)         | Madonna, Leonard                                                  | «Feels Like Home»                                                | 5:48     |  |
| 16.                    | «Ray of Light» (Bonus track)   | Madonna, Orbit, Muldoon, Curtiss, Leach                           |                                                                  | 4:53     |  |
| 17.                    | «Give It 2 Me»                 | Williams, Madonna                                                 |                                                                  | 8:19     |  |

- Nota: Hay dos versiones de iTunes: una tiene la anterior lista de canciones y un folleto digital, la otra tiene solo las trece canciones de la versión de CD y no incluye el folleto digital.[34][35]

| Versión digital Amazon |                                |                                                                   |                                                                  |          |  |
| N.º                    | Título                         | Escritor(es)                                                      | Samples                                                          | Duración |  |
| 1.                     | «Candy Shop» (Medley)          | Williams, Madonna                                                 | «Beat Goes On», «4 Minutes»                                      | 3:45     |  |
| 2.                     | «Beat Goes On» (Medley)        | Williams, Madonna, West                                           | «And the Beat Goes On»                                           | 4:24     |  |
| 3.                     | «Human Nature»                 | Madonna, Hall, S. McKenzie, K. McKenzie, Deering                  | «Gimme More», «What You Need»                                    | 3:52     |  |
| 4.                     | «Vogue» (2008)                 | Madonna, Pettibone/Timberlake, Mosley, Hills                      | «Give It to Me», «4 Minutes»                                     | 4:29     |  |
| 5.                     | «Borderline» (Bonus track)     | Lucas                                                             |                                                                  | 3:46     |  |
| 6.                     | «She's Not Me»                 | Williams, Madonna                                                 |                                                                  | 4:38     |  |
| 7.                     | «Music» (2008)                 | Madonna, Ahmadzaï                                                 | «Put Your Hands Up for Detroit», «Last Night a DJ Saved My Life» | 5:10     |  |
| 8.                     | «Devil Wouldn't Recognize You» | Madonna, Timberlake, Mosley, Hills, Henry                         |                                                                  | 5:42     |  |
| 9.                     | «Spanish Lesson»               | Williams, Madonna                                                 |                                                                  | 3:52     |  |
| 10.                    | «Miles Away» (Bonus track)     | Madonna, Timberlake, Mosley, Hills                                |                                                                  | 4:49     |  |
| 11.                    | «La isla bonita» (Medley)      | Madonna, Leonard, Gaitsch/Hutz, Gobena, Kaplan, Lemshev, Ryabtzev | «Pala Tute»                                                      | 5:34     |  |
| 12.                    | «You Must Love Me»             | Rice, Lloyd Webber                                                |                                                                  | 3:44     |  |
| 13.                    | «Get Stupid» (Medley)          | Williams, Madonna, West / Timberlake, Mosley, Hills, Lane         | «Give it 2 Me», «4 Minutes», «Voices», «Beat Goes On»            | 3:04     |  |
| 14.                    | «4 Minutes» (Bonus track)      | Madonna, Timberlake, Mosley, Hills                                |                                                                  | 4:40     |  |
| 15.                    | «Like a Prayer» (2008)         | Madonna, Leonard                                                  | «Feels Like Home»                                                | 5:48     |  |
| 16.                    | «Ray of Light» (Bonus track)   | Madonna, Orbit, Muldoon, Curtiss, Leach                           |                                                                  | 4:53     |  |
| 17.                    | «Give It 2 Me»                 | Williams, Madonna                                                 |                                                                  | 8:20     |  |

### Formatos
- CD y DVD - Edición digipak que contiene dos discos: el DVD del concierto y un CD que contiene trece canciones en directo.[37]
- CD y Blu-ray - (solo Europa y Latinoamérica) - Edición Blu-ray que contiene: la versión de alta definición del concierto en Blu-ray y un CD con trece canciones en directo.[37]
- Blu-ray - Edición Blu-ray que contiene: la versión de alta definición del concierto en Blu-ray.[37]
- Versión iTunes digital 1 - contiene los trece temas de la versión CD con cuatro pistas adicionales: «Heartbeat», «Borderline», «4 Minutes», «Ray of Light» y un folleto digital.[34]
- Versión iTunes digital 2 - contiene los trece temas de la versión CD con cuatro pistas adicionales: «Borderline», «4 Minutes» y «Ray of Light» (esta versión no contiene el folleto digital).[35]
- Versión Amazon digital - contiene los trece temas de la versión CD con cuatro pistas adicionales: «Borderline», «Miles Away», «4 Minutes» y «Ray of Light».[36]

## Créditos y personal
- Directores – Nathan Rissman y Nick Wickham
- Director de difusión – Jamie King
- Empresa de producción – Semtex Films
- Productor – Sara Martin
- Productores ejecutivos – Madonna, Guy Oseary y Nicola Doning
- Fotografía – Darius Khondji
- Montaje – Jamie King y Nathan Rissman
- Diseñador de vestuario – Arianne Phillips

Fuente: Créditos de notas de Sticky & Sweeet Tour

## Listas y certificaciones
| País (Lista 2010)                 | Mejor posición |
| --------------------------------- | -------------- |
| Alemania                          | 11             |
| Australia                         | 3              |
| Austria                           | 3              |
| Bélgica Flandes                   | 4              |
| Bélgica Valonia                   | 4              |
| Brasil                            | 2              |
| Canadá                            | 3              |
| Corea del Sur                     | 2              |
| Dinamarca                         | 27             |
| España                            | 3              |
| Estados Unidos (Billboard 200)    | 10             |
| Estados Unidos (Top Music Videos) | 1              |
| Finlandia                         | 7              |
| Francia                           | 6              |
| Grecia                            | 1              |
| Hungría                           | 1              |
| Irlanda                           | 2              |
| Italia                            | 2              |
| Japón                             | 10             |
| México                            | 1              |
| Nueva Zelanda                     | 20             |
| Países Bajos                      | 4              |
| Polonia                           | 5              |
| Portugal                          | 1              |
| Reino Unido                       | 17             |
| República Checa                   | 2              |
| Suecia                            | 5              |
| Suiza                             | 5              |
| Unión Europea                     | 2              |

| País (Lista septiembre de 2010) | Posición |
| ------------------------------- | -------- |
| Argentina                       | 17       |

| País (Lista 2010) | Posición |
| ----------------- | -------- |
| México            | 27       |

| País (Lista 2011) | Posición |
| ----------------- | -------- |
| Argentina         | 10       |

### Certificaciones
| País (organismo certificador) | Certificación |
| ----------------------------- | ------------- |
| Alemania (BVMI)               | Oro           |
| Australia (ARIA)              | Oro           |
| Costa Rica                    | Oro           |
| Francia (SNEP)                | Oro           |
| Grecia (IFPI - Grecia)        | Oro           |
| Italia (FIMI)                 | Oro           |
| México (AMPROFON)             | Oro           |
| Polonia (ZPAV)                | Oro           |
| Rusia (NFPP)                  | Oro           |

## Historial de lanzamientos
| País                                                 | Fecha               | Ref.   |
| ---------------------------------------------------- | ------------------- | ------ |
| CD/DVD Digipak, edición CD/Blu-ray y edición Blu-ray |                     |        |
| Alemania                                             | 26 de marzo de 2010 | [ 52 ] |
| Australia                                            | 26 de marzo de 2010 | [ 53 ] |
| Brasil                                               | 26 de marzo de 2010 | [ 54 ] |
| Estados Unidos                                       | 6 de abril de 2010  | [ 5 ]  |
| Europa                                               | 30 de marzo de 2010 | [ 5 ]  |
| Francia                                              | 29 de marzo de 2010 | [ 37 ] |
| México                                               | 29 de marzo de 2010 | [ 55 ] |
| Polonia                                              | 29 de marzo de 2010 | [ 56 ] |
| Portugal                                             | 29 de marzo de 2010 | [ 37 ] |
| Reino Unido                                          | 29 de marzo de 2010 | [ 5 ]  |